# Darüşşafaka Spor Kulübü 2018-2019
Questa voce raccoglie le informazioni riguardanti il Darüşşafaka Spor Kulübü nelle competizioni ufficiali della stagione 2018-2019.

## Stagione
La stagione 2018-2019 del Darüşşafaka Spor Kulübü è la 23ª nel massimo campionato turco di pallacanestro, la Basketbol Süper Ligi.
All'inizio della nuova stagione la Federazione decise di modificare il regolamento riguardo al numero di giocatori stranieri consentiti per ogni squadra che così venne ridotto a cinque.

## Roster
Aggiornato al 18 agosto 2018.
| Darüşşafaka Tekfen 2018-19 | Darüşşafaka Tekfen 2018-19 |
| Giocatori                  | Staff tecnico              |
| -------------------------- | -------------------------- |

| N. | Naz.                   | Ruolo | Nome              | Anno | Alt.   | Peso   |  |
| -- | ---------------------- | ----- | ----------------- | ---- | ------ | ------ |  |
| 2  | Stati Uniti (bandiera) | P     | Ray McCallum      | 1991 | 191 cm | 86 kg  |  |
| 3  | Turchia (bandiera)     | P     | Kartal Özmızrak   | 1995 | 188 cm | 74 kg  |  |
| 4  | Turchia (bandiera)     | PG    | Mert Akay         | 2000 | 194 cm |        |  |
| 5  | Turchia (bandiera)     | G     | Muhammed Baygül   | 1992 | 191 cm | 84 kg  |  |
| 6  | Turchia (bandiera)     | AP    | Sinan Sağlam      | 1998 | 198 cm |        |  |
| 9  | Turchia (bandiera)     | AC    | Emircan Koşut     | 1995 | 216 cm | 100 kg |  |
| 10 | Turchia (bandiera)     | AG    | Berk Demir        | 1995 | 204 cm | 100 kg |  |
| 10 | Turchia (bandiera)     |       | Demir Demir       | 2006 |        |        |  |
| 11 | Stati Uniti (bandiera) | AP    | Stanton Kidd      | 1992 | 201 cm | 100 kg |  |
| 18 | Turchia (bandiera)     | P     | Doğuş Özdemiroğlu | 1996 | 191 cm | 88 kg  |  |
| 20 | Turchia (bandiera)     | C     | Troy Selim Şav    | 1998 | 205 cm |        |  |
| 21 | Turchia (bandiera)     | C     | Oğuz Savaş (C)    | 1987 | 213 cm | 132 kg |  |
| 22 | Stati Uniti (bandiera) | G     | Markel Brown      | 1992 | 191 cm | 86 kg  |  |
| 23 | Stati Uniti (bandiera) | PG    | Toney Douglas     | 1986 | 188 cm | 88 kg  |  |
| 31 | Lettonia (bandiera)    | AP    | Žanis Peiners     | 1990 | 205 cm | 96 kg  |  |
| 33 | Stati Uniti (bandiera) | G     | Jon Diebler       | 1988 | 198 cm | 93 kg  |  |
| 40 | Stati Uniti (bandiera) | A     | Jeremy Evans      | 1987 | 206 cm | 91 kg  |  |
| 50 | Nigeria (bandiera)     | AC    | Micheal Eric      | 1988 | 211 cm | 109 kg |  |

| Allenatore                                                                             |
| - Ahmet Çakı (fino al 12 dicembre) - Selçuk Ernak (dal 12 dicembre)                    |
| Assistente/i                                                                           |
| - Recep Şen - Omer Ugurata Legenda - (C) Capitano - (IN) Inattivo - Infortunato Roster |

## Mercato

### Sessione estiva
| Acquisti | Acquisti       | Acquisti        | Acquisti   | Acquisti |
| R.a      | Nome           | da              | Modalità   |          |
| -------- | -------------- | --------------- | ---------- | -------- |
| P        | Ray McCallum   | Málaga          | definitivo |          |
| G        | Jon Diebler    | Beşiktaş        | definitivo |          |
| C        | Oğuz Savaş     | Free agent      | definitivo |          |
| AP       | Sinan Sağlam   | Yalovaspor      | definitivo |          |
| AG       | Cory Jefferson | Texas Legends   | definitivo |          |
| A        | Jeremy Evans   | Erie BayHawks   | definitivo |          |
| AP       | Žanis Peiners  | Lietkabelis     | definitivo |          |
| G        | Markel Brown   | Houston Rockets | definitivo |          |
| AG       | Berk Demir     | Anadolu Efes    | definitivo |          |

| Cessioni | Cessioni         | Cessioni           | Cessioni       | Cessioni |
| R.       | Nome             | a                  | Modalità       |          |
| -------- | ---------------- | ------------------ | -------------- | -------- |
| P        | Will Cummings    | EWE Oldenburg      | fine contratto |          |
| AP       | Howard Sant-Roos | AEK Atene          | fine contratto |          |
| P        | Scottie Wilbekin | Maccabi Tel Aviv   | rescissione    |          |
| AG       | Cory Jefferson   | Philadelphia 76ers | rescissione    |          |
| AC       | JaJuan Johnson   | Lokomotiv Kuban'   | rescissione    |          |
| GA       | James Bell       | Cedevita Junior    | fine contratto |          |
| AP       | Okben Ulubay     | Free agent         | rescissione    |          |
| AC       | Furkan Aldemir   | Free agent         | rescissione    |          |

### Dopo l'inizio della stagione
| Acquisti | Acquisti       | Acquisti   | Acquisti        | Acquisti   |
| R.       | Nome           | da         | Data            | Modalità   |
| -------- | -------------- | ---------- | --------------- | ---------- |
| PG       | Toney Douglas  | Sakarya    | 5 dicembre 2018 | definitivo |
| C        | Troy Selim Şav | Yalovaspor | 20 aprile 2019  | definitivo |

| Cessioni | Cessioni     | Cessioni         | Cessioni        | Cessioni    |
| R.       | Nome         | a                | Data            | Modalità    |
| -------- | ------------ | ---------------- | --------------- | ----------- |
| AP       | Sinan Sağlam | Socar Petkimspor | gennaio 2019    | rescissione |
| P        | Ray McCallum | A.C. Clippers    | 8 febbraio 2019 | rescissione |